# Čierny potok (dopływ Kamienki)
Čierny potok – potok na Słowacji, prawy dopływ Kamienki w zlewni Popradu. Ma kilka źródłowych cieków spływających z północno-wschodnich krańców Magury Spiskiej. Najwyżej położone źródło znajduje się na wysokości około 870 m. Cieki te łączą się z sobą na wysokości nieco poniżej 600 m i od tego miejsca potok jednym korytem spływa w kierunku wschodnim. Na wysokości około 555 m uchodzi do Kamienki.
Tylko najwyższe partie źródłowych cieków  Čiernego potoku znajdują się w porośniętych lasem zboczach Magury Spiskiej. Większa część zlewni obejmuje bezleśne, pokryte polami uprawnymi i zabudowaniami tereny Kotliny Lubowelskiej (Ľubovnianska kotlina), w obrębie miejscowości Kamionka (Kamienka) i Lackowa (Lacková). Największym dopływem jest Sivarnianský potok.